# 3DJuegos
3DJuegos est un site web espagnol spécialisé dans le jeu vidéo, lancé en 2005. Il appartient au groupe de presse Webedia, duquel il est un des sites de référence dans le monde hispanophone. Le site propose également plusieurs contenus vidéos, diffusés sur leurs différentes chaînes, comme des versions vidéos de leurs tests, ou des sessions de jeu.

## Historique et contenu
3DJuegos est fondé en 2007 à Saragosse par trois amis passionnés de jeux vidéo. Le site propose plusieurs contenus, comme des actualités concernant le domaine du jeu vidéo, des tests de jeux, mais également des tribunes ou des dossiers spécialisés.
En 2016, 3DJuegos est le leader espagnol en termes de sites spécialisés dans le domaine vidéoludique, avec plus d'un million et demi de visites uniques en Europe, et plus de quatre millions dans le monde entier. La même année, il est racheté par Webedia, une entreprise française spécialisée dans les médias.
L'année suivante, le site met en place un portail intégralement dédié à l'e-sport, et se place également en leader sur le marché sud-américain.
Le site propose également un forum, sur lequel les utilisateurs peuvent se retrouver pour échanger sur les différentes actualités vidéoludiques.